# Daitou, Fujian
Daitou (kinesiska: 埭头) är en köping i sydöstra Kina. Den ligger i stadsdistriktet Xiuyu i staden Putian i provinsen Fujian, omkring 91 kilometer söder om provinshuvudstaden Fuzhou. Antalet invånare är 94 360. Befolkningen består av 49 330 kvinnor och 45 030 män. Barn under 15 år utgör 18,0 %, vuxna 15-64 år 71 %, och äldre över 65 år 9,0 %.